# Netomocera ramakrishnai
Netomocera ramakrishnai is een vliesvleugelig insect uit de familie Pteromalidae. De wetenschappelijke naam is voor het eerst geldig gepubliceerd in 2010 door Sureshan.